# Seeds from the Underground
Albums de Kenny Garrett
Sketches of MD
(2008)
Seeds from the Underground  est un album du saxophoniste de jazz Kenny Garrett paru en 2012.

## Titres
Toutes les compositions sont de Kenny Garrett.
1. Boogety Boogety (9:03)
2. J.Mac (6:26)
3. Wiggins (7:37)
4. Haynes Here (7:27)
5. Detroit (4:21)
6. Seeds from the Underground (8:08)
7. Du-Wo-Mo (8:16)
8. Welcome Earth Song (8:43)
9. Ballad Jarrett (6:22)
10. Lavisol I Bon ? (3:38)

## Musiciens
- Kenny Garrett – piano, saxophone alto et soprano
- Ronald Bruner Jr. - batterie
- Benito Gonzalez - piano
- Nat Reeves - basse
- Rudy Bird  Bata - percussions, voix
- Donald Brown, Rusty Chops, Sengbe Kona Khasu, Nedelka Prescod, Misha Tarasov - voix